# 126444 Wylie
126444 Wylie è un asteroide della fascia principale. Scoperto nel 2002, presenta un'orbita caratterizzata da un semiasse maggiore pari a 2,4436388 UA e da un'eccentricità di 0,0927054, inclinata di 15,13148° rispetto all'eclittica.